# Emilie Bernhardt
Emilie Bernhardt (* 5. Mai 2002 in Ingolstadt) ist eine deutsche Fußballspielerin.

## Karriere

### Vereine
Aus der B-Jugendmannschaft des FC Ingolstadt 04 hervorgegangen, wechselte Bernhardt 2018 zur zweiten Mannschaft des FC Bayern München. Bis Saisonende 2019/20 bestritt sie 28 Punktspiele in der eingleisigen 2. Bundesliga und erzielte ein Tor.
Danach, bis Jahresende 2020, nahm sie ein Studium an der University of Central Florida auf und wurde im Mai als Verstärkung deren Soccer-Teams, den UCF Knights, angekündigt. Weder Zugehörigkeit noch Spieleinsätze von ihr sind auf den Vereinsseiten erfasst.
Nach Deutschland zurückgekehrt, spielte sie die Rückrunde der Saison 2020/21 für den FC Ingolstadt 04 in der zweigleisigen 2. Bundesliga, in der sie von März bis Mai in acht Punktspielen eingesetzt wurde und im ersten Pflichtspiel sogleich ein Tor erzielte.
Zur Saison 2021/22 wurde sie vom Bundesligisten Werder Bremen verpflichtet, für den sie ihr Bundesligadebüt am 29. August 2021 (1. Spieltag) bei der 0:8-Niederlage im Auswärtsspiel gegen den FC Bayern München über 90 Minuten gab.
Zur Saison 2024/25 wechselte Bernhardt von Werder Bremen zum Erstligaaufsteiger 1. FFC Turbine Potsdam.

### Auswahl-/Nationalmannschaft
Bernhardt kam von 2015 bis 2017 in Länder- und Regionalauswahlen Bayerns in den Altersklassen U14, U16 und U18 in insgesamt 14 Spielen zum Einsatz, in denen sie drei Tore, in jeder Altersklasse eins, erzielte.
Am 11. Dezember 2016 bestritt sie erstmals ein Länderspiel als Nationalspielerin des DFB; mit der U15-Nationalmannschaft gewann sie das in Tubize angesetzte Testspiel gegen die Auswahl Belgiens mit 2:0. Fortan durchlief sie die Nachwuchsnationalmannschaften der Altersklassen U16, U17 und U19. Mit der U17-Nationalmannschaft nahm sie an der vom 9. bis 21. Mai 2018 in Litauen ausgetragenen Europameisterschaft teil. Sie bestritt einschließlich des mit 0:2 gegen die Auswahl Spaniens verlorenen Finales am 21. Mai 2018 in Marijampolė alle fünf Turnierspiele. Bei der vom 13. November bis 1. Dezember 2018 in Uruguay ausgetragenen Weltmeisterschaft bestritt sie alle drei Spiele der Gruppe C und das mit 0:1 gegen die Auswahl Kanadas am 25. November in Montevideo verlorene Viertelfinale. An der vom 5. bis 17. Mai 2019 im eigenen Land ausgetragenen Europameisterschaft nahm sie ebenfalls teil und trug mit ihren drei Spielen der Gruppe B zum späteren Titelgewinn ihrer Mannschaft bei.

## Erfolge
- U17-Europameister 2019, -Finalist 2018
- Meister der 2. Bundesliga 2019 (mit dem FC Bayern München II)